# Otto z Geldrii
Otto I z Geldrii (ur. ok. 1194, zm. 1 września 1215) – biskup-elekt Utrechtu od 1212.

## Życiorys
Otto był synem hrabiego Geldrii Ottona I i Ryszardy, córki księcia Bawarii Ottona I. W 1212, mimo młodego wieku, został wybrany dzięki wpływom swego brata Gerarda III na biskupa Utrechtu. Jednak do swojej śmierci kilka lat później nie zdołał uzyskać papieskiej dyspensy, która pozwoliłaby na wyświęcenie go na to stanowisko. Zmarł w drodze do Rzymu.